# Rob Pallatina
Robert „Rob“ Pallatina (* in Walsall, West Midlands, England) ist ein britischer Filmeditor, Filmproduzent und Filmregisseur.

## Leben
Pallatina wurde im englischen Walsall geboren. Nach seinem Schulabschluss besuchte er ab 2001 die University of West London. Dort machte er 2004 seinen Bachelor of Arts in Media Arts. Von 2009 bis 2011 erlangte er seinen Master of Fine Arts im Fach Film- und Fernsehproduktion an der New York Film Academy. Während seiner dortigen Zeit trat er erstmals als Filmeditor in Erscheinung. Seit 2011 ist er für das Filmstudio The Asylum als Filmeditor tätig. Abseits davon fungiert er auch als Filmproduzent und Filmregisseur, speziell für Kurzfilmproduktionen. In einigen Filmen tritt er als Darsteller in Nebenrollen oder Sprecher wie in den Filmen Mega Shark vs. Crocosaurus, Alone for Christmas: Bone – Allein zu Haus oder Sharknado – Genug gesagt! in Erscheinung.

## Filmografie (Auswahl)

### Filmschnitt
- 2010: The Dazzler (Kurzfilm)
- 2010: Perspective (Kurzfilm)
- 2011: 18 und immer noch Jungfrau (Barely Legal)
- 2011: A Haunting in Salem
- 2011: Dragon Crusaders – Im Reich der Kreuzritter und Drachen (Dragon Crusaders)
- 2011: Die drei Musketiere – Alle für einen und Waffen für alle! (3 Musketeers)
- 2012: 2-Headed Shark Attack
- 2012: Flight 23 – Air Crash (Air Collision)
- 2012: Nazi Sky – Die Rückkehr des Bösen (Nazis at the Centre of the Earth)
- 2012: Bikini Spring Break Massaker (Girls gone Dead)
- 2012: Bigfoot – Die Legende lebt! (Bigfoot, Fernsehfilm)
- 2012: Siri_OS (Fernsehserie, Episode 1x01)
- 2012: Super Cyclone
- 2012: Golden Winter – Wir suchen ein Zuhause (Golden Winter)
- 2012: Lord of the Elves – Das Zeitalter der Halblinge (Clash of the Empires)
- 2012: A Christmas Wedding Date (Fernsehfilm)
- 2013: Hypercane (500 MPH Storm)
- 2013: Age of Dinosaurs – Terror in L.A. (Age of Dinosaurs)
- 2013: Atlantic Rim
- 2013: Alone for Christmas: Bone – Allein zu Haus (Alone for Christmas)
- 2013: Jack the Giant Killer
- 2014: Mega Shark vs. Mechatronic Shark
- 2014: Jailbait
- 2014: American Warships 2 (Bermuda Tentacles, Fernsehfilm)
- 2014: Android Cop
- 2014: Asian School Girls – Rache war nie süßer! (Asian School Girls)
- 2014: Asteroid vs Earth (Fernsehfilm)
- 2014: Blood Lake: Killerfische greifen an (Blood Lake: Attack of the Killer Lampreys, Fernsehfilm)
- 2014: Ardennes Fury – Die letzte Schlacht (Ardennes Fury)
- 2014: Eiszeitalter – The Age of Ice (Age of Ice)
- 2014: The Santa Con (Fernsehfilm)
- 2014: Wal-Bob's
- 2015: Road Wars – Willkommen in der Hölle (Road Wars)
- 2015: Flight World War II – Zurück im Zweiten Weltkrieg (Flight World War II)
- 2015: 3-Headed Shark Attack
- 2016: Little Dead Rotting Hood – Keine Angst vorm bösen Wolf (Little Dead Rotting Hood)
- 2016: Fortune Cookie
- 2016: Ice Sharks – Der Tod hat rasiermesserscharfe Zähne (Ice Sharks, Fernsehfilm)
- 2016: Isle of the Dead
- 2016: Evil Nanny (Fernsehfilm)
- 2016: Devil's Domain
- 2016: Independents – War of the Worlds (Independents’ Day)
- 2017: King Arthur and the Knights of the Round Table
- 2017: Live or Die in La Honda
- 2017: Locked Up
- 2017: Death Pool
- 2017: Alien Convergence – Angriff der Drachenbiester (Alien Convergence)
- 2017: Global Storm – Die finale Katastrophe (Global Meltdown, Fernsehfilm)
- 2017: 5-Headed Shark Attack (Fernsehfilm)
- 2017: Shockwave
- 2017: The Watcher in the Woods (Fernsehfilm)
- 2017: A Very Merry Toy Store (Fernsehfilm)
- 2017: Beautiful Flowers (Kurzfilm)
- 2018: Personal Space (Fernsehserie, 14 Episoden)
- 2018: Flug 666 (Flight 666)
- 2018: Alien Siege – Angriffsziel Erde (Alien Siege)
- 2018: Dying for the Crown
- 2018: Alien Predator: Hunting Season
- 2018: Nazi Overlord
- 2018: Magische Weihnachten – A Very Nutty Christmas (A Very Nutty Christmas, Fernsehfilm)
- 2018: The Wrong Son
- 2019: The Adventures of Aladdin (Adventures of Aladdin)
- 2019: D-Day
- 2019: Christmas Reservations (Fernsehfilm)
- 2019: Doctor Death
- 2020: Shark Season – Angriff aus der Tiefe (Shark Season)
- 2020: Pool Boy Nightmare (Fernsehfilm)
- 2020: Death of Sam Wolf (Kurzfilm)
- 2020: Airliner Sky Battle
- 2020: Feliz NaviDAD (Fernsehfilm)
- 2020: Dear Christmas (Fernsehfilm)
- 2020: Once Upon a Main Street (Fernsehfilm)
- 2020: A Blossom in the Night (Kurzfilm)
- 2021: 2021 – War of the Worlds: Invasion from Mars (Alien Conquest)
- 2021: Jungle Run – Das Geheimnis des Dschungelgottes (Jungle Run)
- 2021: Taking the Reins (Fernsehfilm)
- 2021: Iké Boys
- 2021: Planet Dune
- 2021: A Holiday in Harlem (Fernsehfilm)
- 2021: Christmas in Tune (Fernsehfilm)
- 2021: Sugar Plum Twist (Fernsehfilm)
- 2021: Holiday in Santa Fe (Fernsehfilm)
- 2021: Mistletoe in Montana (Fernsehfilm)
- 2022: Moon Crash
- 2022: Framed by My Sister (Fernsehfilm)
- 2022: Jurassic Domination
- 2022: DOA at the PTA (Fernsehfilm)
- 2022: Bullet Train Down
- 2022: Shark Side of the Moon
- 2022: How to Live Your Best Death (Fernsehfilm)
- 2022: Infamously in Love (Fernsehfilm)
- 2022: Santa Bootcamp
- 2022: Megaquake – Kalifornien am Abgrund (20.0 Megaquake, Fernsehfilm)
- 2022: Aisle Be Home for Christmas (Fernsehfilm)
- 2023: Psycho Paramedic (Fernsehfilm)
- 2023: Love in the Maldives (Fernsehfilm)
- 2023: Doomsday Meteor
- 2023: DC Down – Washington in Flammen (DC Down)
- 2023: America is Sinking
- 2023: Arctic Armageddon
- 2023: Snow White and the Seven Samurai
- 2024: Gladiators – Zurück in der Arena (Gladiators)
- 2024: Monster Mash
- 2024: PlanetQuake (Planetquake)
- 2024: The Twisters
- 2025: The Land That Time Forgot

### Produktion
- 2010: The Dazzler (Kurzfilm)
- 2010: Red Beetle (Kurzfilm)
- 2010: Boys in the Hood (Kurzfilm)
- 2010: 6 Women (Kurzfilm)
- 2011: Sifters (Kurzfilm)
- 2011: El cielo hecho pedazos (Kurzfilm)
- 2011: The Shattered Sky (Kurzfilm)
- 2011: Men and Monsters (Kurzfilm)
- 2012: Siri_OS (Fernsehserie, 3 Episoden)
- 2018: Alien Invasion

### Regie
- 2012: Siri_OS (Fernsehserie, 3 Episoden)
- 2016: Fortune Cookie
- 2017: Alien Convergence – Angriff der Drachenbiester (Alien Convergence)
- 2018: Flug 666 (Flight 666)
- 2018: Alien Siege – Angriffsziel Erde (Alien Siege)
- 2018: Nazi Overlord
- 2018: Alien Invasion
- 2019: Doctor Death
- 2020: Airliner Sky Battle

### Schauspiel
- 2010: Mega Shark vs. Crocosaurus
- 2013: Alone for Christmas: Bone – Allein zu Haus (Alone for Christmas, Sprechrolle)
- 2013: Sharknado – Genug gesagt! (Sharknado, Fernsehfilm, Sprechrolle)